# Yên Viên (xã)
Yên Viên là một xã thuộc huyện Gia Lâm, thành phố Hà Nội, Việt Nam.

## Địa lý
Xã Yên Viên nằm ở bờ bắc sông Đuống, cách trung tâm thành phố khoảng 11 km, có vị trí địa lý:
- Phía đông giáp xã Đình Xuyên và xã Dương Hà
- Phía tây giáp huyện Đông Anh
- Phía nam giáp quận Long Biên
- Phía bắc giáp xã Yên Thường.

Xã Yên Viên có diện tích 3,74 km² và dân số năm 2022 là 14.484 người, mật độ dân số đạt 3.872 người/km².
Xã Yên Viên được chia thành hai phần tách biệt nhau bởi thị trấn Yên Viên. Xã Yên Viên có Quốc lộ 1 cũ và tuyến Quốc lộ 3 đi qua địa bàn.

## Hành chính
Xã Yên Viên gồm có các thôn: Ái Mộ, Cống Thôn, Kim Quan, Lã Côi và Yên Viên.

## Lịch sử
Trước đây, vùng đất Yên Viên thuộc tổng Đặng Xá, phủ Thuận An, trấn Kinh Bắc.
Sau Cách mạng tháng Tám năm 1945, Yên Viên nằm trong xã Tiền Phong, 
gồm 6 làng: Yên Viên, Ái Mộ, Lã Côi, Kim Quan Đông, Cống Thôn.
Ngày 6 tháng 2 năm 1959, Bộ Nội vụ đã ban hành 
Nghị định số 33-NV. Theo đó, thành lập thị trấn Yên Viên và xã Yên Viên trên cơ sở toàn bộ xã Tiền Phong.
Ngày 20 tháng 4 năm 1961, Quốc hội ban hành Nghị quyết về việc sáp nhập xã Yên Viên vào thành phố Hà Nội quản lý.
Ngày 31 tháng 5 năm 1961, Hội đồng Chính phủ ban hành số 78-CP. Theo đó, xã Yên Viên thuộc huyện Gia Lâm, thành phố Hà Nội quản lý.